# Венденский договор
Венде́нский догово́р — союзный договор между Великим княжеством Литовским и Ливонским орденом, заключённый во время войны 1500—1503 годов и направленный против Великого княжества Московского. Союз согласован в Вильне 3 марта 1501 года на встрече магистра Ливонского ордена Вальтера фон Плеттенберга с принявшим его в своей резиденции великим князем литовским Александром. 
Договор подписан 21 июня 1501 года в Вендене (Ливония; ныне Цесис в Латвии) — резиденции магистра Ордена.

## Предпосылки договора

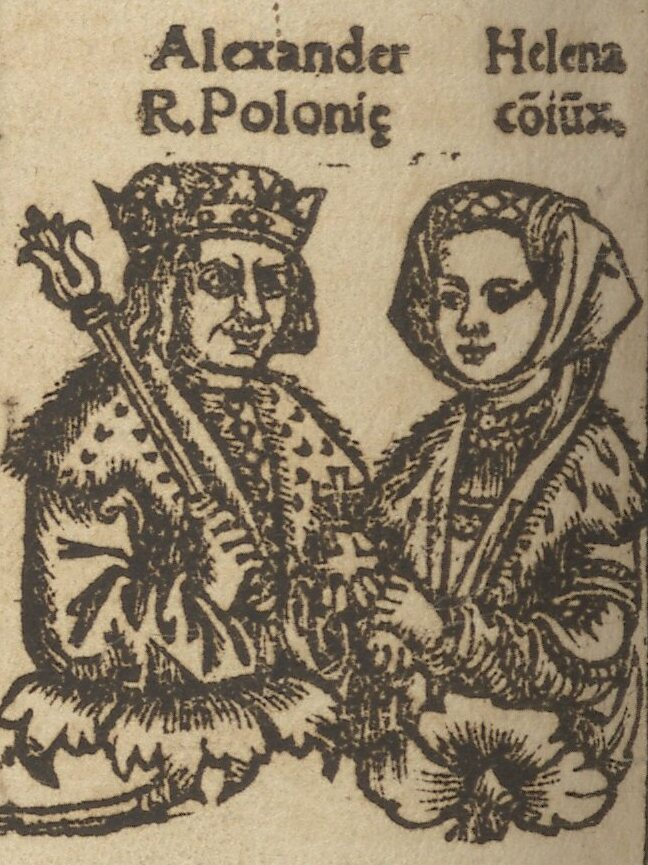
Александр и Елена Ивановна

Несмотря на заключение в 1494 году мира, на рубеже XV—XVI веков в отношениях между Русским государством и Литвой вновь нарастает напряжённость. Почвой для новой войны с Литвой, которую Иван III Васильевич начал в 1500 году, стали попытки Александра Ягеллончика склонить православное население Великого княжества Литовского к унии с католиками, а также религиозные притеснения Ягеллончика в отношении дочери самого Ивана III, которая с 1495 года приходилась князю Литовскому законной супругой. Английский историк Бейн также называет стремление литовского двора обратить Елену в римскую веру среди важнейших причин русско-литовской войны 1500—1503 годов.
Выдача Елена Иоанновны (1476—1513) замуж за Ягеллончика была одним из условий русско-литовского мирного договора 1494 года. При этом будущий супруг, католик, обязался сохранить за женой «греческий закон», православную веру, и гарантировал, что не будет принуждать её принять католичество. Однако когда Елена попросила Александра построить для неё церковь в Виленском замке, Ягеллончик отказал ей, сославшись на старый запрет времён Ягайло строить в Литве новые православные храмы. В год своей свадьбы с русской великой княгиней (1495) Ягеллончик назначил митрополитом Макария — «всецело преданного православию киевского митрополита». После того, как весной 1497 года Макарий был убит возле Мозыря отрядом крымских татар, на его место Ягеллончик назначил Иосифа Болгариновича — поборника принятия православными Флорентийской унии 1439 года.
Своим местопребыванием новый митрополит киевский избрал Вильну, откуда в 1500 году открыто известил папу Александра VI (1431—1503) о якобы готовности православных в Литве принять Флорентийскую унию. Этот опрометчивый шаг Иосифа дал повод католическим прелатам Литвы и Польши усугубить ситуацию. Заявив, что они против условий Флорентийской унии (которые позволяли православным сохранять свои традиционные обряды), католики, по существу, потребовали от православных Литвы и Польши полного перехода в католичество. Усилилось давление и лично на Елену Иоанновну с целью принудить её перейти в «латинство»; и в 1501 году она уступила. Сам Александр, как считает Д. Стоун, видел для себя в этом династическом браке прежде всего возможность предъявить, при возможности, претензии на московский трон, а саму Елену рассматривал лишь как заложницу выполнения Москвой условий договора 1494 года.
24 июля 1499 года Ягеллончик и его брат, польский король Ян I Ольбрахт (1459—1501) актуализировали старинную Городельскую унию 1413 года. Установив в новой Городельской унии, что польский король не может быть избран без согласия со стороны княжества литовского, и наоборот, братья проложили дорогу к последующему совмещению этих должностей, видя в этом способ укрепления «вертикали власти».
В виду усиления натиска католической церкви на православную часть населения польско-литовского государства, некоторые из проживавших там русских князей православного вероисповедания стали переходить на сторону Москвы «со своими волостями и городами».. В их числе в начале 1500 года принял московское подданство князь Семён Иванович Бельский, с которым под контроль Москвы отходили и его владения — город Белый к юго-западу от Твери. Протест, который Ягеллончик отправил в Москву с послами, Иван  III отверг. Следом за Бельским аналогичное желание перейти на московскую службу изъявили князья Семён Иванович Стародубский-Можайский и Василий Иванович Шемячич Новгород-Северский. В их владении находились такие русские города, как Новгород-Северский, Рыльск, Радогош, Стародуб, Гомель, Чернигов, Карачев, Хотимль.

Военная кампания 1500 года.

Это означало немалые территориальные и стратегические потери для тех, кто подчинил древнерусские княжества. Переход православных князей на службу государю московскому грозил карательной польско-литовских войск и против «перебежчиков», и против Москвы. В предвидении такого исхода Иван III принял превентивные меры. В апреле 1500 года дьяк Иван Иванович Телешов и Афанасий Шеенок отправились в Вильну для объявления войны Литовскому государству и приёма перебежавших князей с землями в состав Московского государства. После этого Литва двинула свои войска на защиту своих границ. Началась новая русско-литовская война.

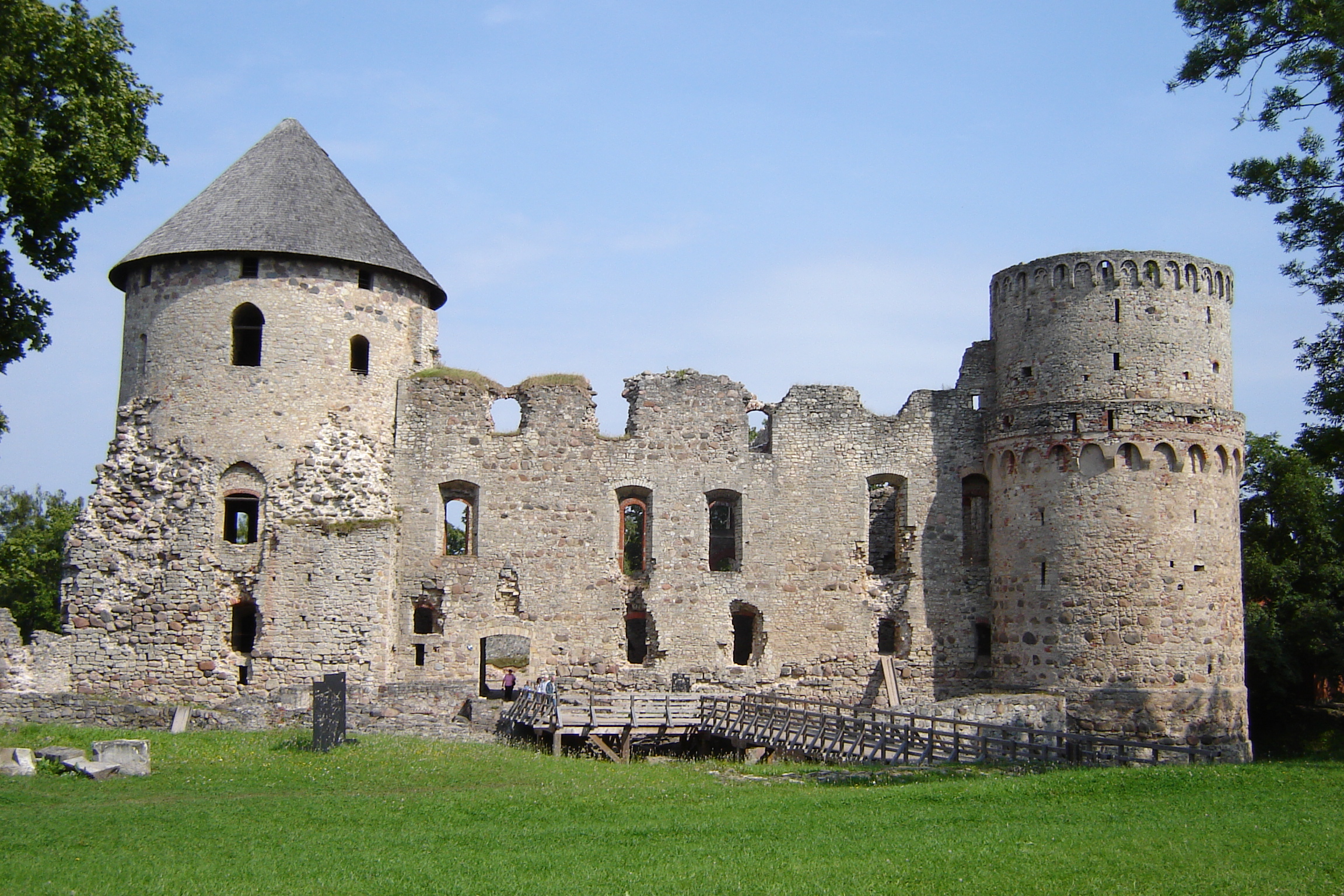
Венденский замок

Уже в первом её сражении — Ведрошской битве 14 июля 1500 года — литовскому войску был нанесён определённый удар. На поле боя пали или были взяты в плен некоторые командиры литовского войска. 6 августа был взят Путивль; 9 августа — Торопец, а затем и вотчина князя С. И. Бельского — город Белый, который уже успели к тому времени занять литовские войска.
Литовские дипломаты развернули широкую кампанию по поиску и привлечению союзников для борьбы с Москвой. Среди тех, кто с охотой откликнулся и оказал Литве наиболее существенную помощь, был магистр Ливонского ордена Вальтер фон Плеттенберг. Договор был заключён в резиденции магистра в Венденском замке 21 июня 1501 года.

## Исполнение договора
Первая антирусская акция со стороны ордена в контексте заключённого с Литвой договора была осуществлена Ливонией не на поле боя, а в торговом Дерпте, некогда принадлежавший русским под именем Юрьев. Там были арестованы сразу 150 псковских купцов, якобы в связи с кражей. Псков и был целью совместного выступления Ливонии и Литвы, которое планировалось на 25 июля. Однако за 4 дня до подписания договора, 17 июня 1501 года в Торуни внезапно умер брат Ягеллончика — король Польши, и план кампании был, видимо, изменён.
Первое столкновение воинства Великого княжества Московского с войсками Ливонской конфедерации произошло 27 августа 1501 года на реке Серице близ Изборска, что на середине пути между Ливонией и Псковом. Под личным командованием магистра Вальтера фон Плеттенберга ливонцы, хорошо вооружённые современным огнестрельным оружием — полевыми пушками и ручными пищалями, взяли реванш.
Окрылённый победой, одержанной ливонцами над русскими ратниками в одиночку, без помощи литовских ратников, Плеттенберг попытался взять крепость Изборск, а затем занять броды через реку Великую. Однако здесь воинская удача изменила магистру; псковичи отбили его атаки, а литовцы так и не подоспели. Раздосадованный Плеттенберг повернул на юг, и 7 сентября разорил город Остров, где погибло до 4 тыс. мирных жителей, после чего поспешил в Ливонию, куда вернулся уже 14 сентября. (Уже после отхода ливонцев опоздавшие отряды литовцев безуспешно штурмовали крепость Опочку, после чего также отступили).
Осенью 1501 года русские войска перешли в наступление как на земли Ливонской конфедерации, так и на Литву. Д. В. Щеня отомстил за Остров опустошением северо-восточной Лифляндии и части Эстляндии;
с честью для русских воинов завершились сражение у замка Гельмед с немцами и битва под Мстиславлем с литовцами  (впрочем, сам город не был взят).
В кампании 1502 года Плеттенберг решил повторить попытку взять Псков. Узнав о том, что основные силы русских увязли в осаде Смоленска, ливонский ландмейстер вновь бросил своё войско в поход.
2 сентября он безуспешно штурмовал Изборск. Оставив в тылу неподатливую крепость, Плеттенберг двинулся к Пскову, и уже 6 сентября его 25-тысячное войско встало под стенами этого города. Сил на осаду Пскова у него хватило только на 3 дня, после чего Плеттенберг повернул армию на зимние квартиры. На этот раз новгородские наместники князья Д. В. Щеня и В. В. Шуйский решили преследовать отступающих ливонцев, и направили свои полки в погоню.
13 сентября у озера Смолина 12 тысяч русских ратников настигли 5-тысячный ливонский контингент, которым командовал сам Плеттенберг. Восприняв тактическую перегруппировку хорошо обученного войска как бегство, русские воины поддались эйфории и нарушили порядок в полках. Тем временем перестроившиеся ливонцы пошли в контратаку — и сражение у озера Смолина закончилось разгромом более чем вдвое превосходящих сил русского воинства.
Успехи русских войск на других фронтах сражений заставили Ягеллончика отказаться от продолжения кампании на следующий год, и 25 марта 1503 года король Польши и великий князь Литовский подписал с Москвой Благовещенское перемирие сроком на шесть лет. В 1506 году Александр Ягеллончик скончался, после чего заключённый им Венденский договор утратил силу де-факто.
Отдельное перемирие с Ливонской конфедерацией как стороной конфликта Москва подписала 2 апреля 1503 года, гарантировав на будущее нерушимость границ Ливонии. Гарантия оказалась долгосрочной и продлилась на протяжении двух поколений: в следующий раз русские сошлись с ливонцами на полях боёв только во время Ливонской войны, начавшейся в 1558 году.